# Lilljemarck
Lilliemarck var en svensk adelsätt.

## Historik
Släktens stamfader var skattebonden Helge Larsson i Muggärde, Häggdångers socken, Ångermanland, vars son Mathias Helgonis från 1590 var komminister i Stigsjö och därefter kyrkoherde i Ljustorp i Medelpad. Hans hustru Elisabeth Mårtensdotter var dotter till hovpredikanten och kyrkoherden i Torp, Medelpad, Martinus Laurentii. 
De blev föräldrar till Laurentius Stigzelius som var professor vid Uppsala universitet och sedan ärkebiskop. Hans hustru Christina Burea, från Bureätten, var dotter till biskop Jacobus Johannis Zebrozynthius och Anna Stiernman. Ärkebiskopens svärmoder var dotter till ärkebiskop Nicolaus Olai Bothniensis och Elisabet Andersdotter Grubb.
Ärkebiskopens barn adlades 1675 för faderns förtjänster med namnet Lilliemarck. Dessa barn var:
- Catharina Stigzelia Lilliemarck, gift med Johan Bergenhjelm och stammoder för den friherreliga ätten Bergenhjelm samt svärmoder till Urban Hjärne.
- Maria Stigzelia Lilliemarck, gift första gången med Georg Berelius och andra gången med Henricus Schütz
- Lars Stigzelius Lilliemarck, assessor i Svea hovrätt, slöt ogift sin ätt.
- Johan Stigzelius Lilliemarck, hovrättsråd. Ättegrenen slöts 1751.
- Elisabeth Stigzelia Lilliemarck, gift första gången med Uno Terserus och andra gången med Mattias Edenberg.
- Enoch Stigzelius Lilliemarck, protokollsekreterare. Ättegrenen slöts 1802.

Sönerna introducerades på Riddarhuset som adlig ätt nummer 886 år 1678.
Johan Lilliemarck till Örby och Östervallby fick bara barn i sitt första äktenskap, med Christina Beata Appelgren, vars mor var en Gyldenklou. Yngsta dottern var gift med Carl Olof Rudbeck nr 1637, och den mellersta med Daniel Pfeiff. Äldsta dottern var ogift och testamenterade fideikommisset Tisslinge till sin systerdotter varmed godset hamnade hos ätten Nisbeth. Sonen Johan Lilliemarck d.y. var löjtnant vid Livgardet. Hans svärmoder tillhörde ätten Pfeiff. Eftersom han bara fick ett barn, en dotter, slöt han sin ätt år 1751. Dottern var gift med Johan Gabriel von Düben men skilde sig från honom och gifte om sig med Fredrik Wilhelm Taube.
Enoch Lilliemarck till Semstad utbildades till rysk tolk på publik bekostnad, hade tjänst i Ingermanland och blev protokollsekreterare. Hans hustru Sigrid Wallner var dotter till en komminister i Hälsingland. Äldsta dottern gifte sig med riddaren Peter Gemzell, andra dottern med kapten Pehr Gyllenhöök, och yngsta dottern Catharina med friherre Palbitzky. Sonen Jacob Enoch Lilliemarck var konstapel och fick bara en son som avled ogift. Sonen Lars Lilliemarck var styckjunkare och gift med Anna Catharina Enberg. Ätten Lilliemarck slöts på svärdssidan med deras son Carl Peter Lilliemarck, fänrik vid Dalkåren, år 1802.